# Buffalo Bills 1966
La stagione 1966 dei Buffalo Bills è stata la settima della franchigia nell'American Football League. Sotto la direzione del nuovo allenatore Joe Collier la squadra ebbe un record di 9-4-1, classificandosi prima nella AFL Eastern Division. I Bills si qualificarono così per la terza finale consecutiva, dove furono sconfitti dai Kansas City Chiefs.
L'allenatore Lou Saban, che aveva guidato la squadra a due titoli consecutivi, lasciò i Bills per allenare l'Università del Maryland. Per il terzo anno consecutivo la difesa di Buffalo fu la migliore della lega, mentre l'attacco si classificò secondo per punti segnati.

## Roster
| Roster dei Buffalo Bills nel 1966 |
| --- |
| Quarterback - 15 Jack Kemp - 12 Daryle Lamonica Running Back - 21 Bobby Burnett HB - 30 Wray Carlton RB - 35 Doug Goodwin - 34 Allen Smith HB - 23 Jack Spikes RB Wide Receiver - 85 Glenn Bass - 83 Bobby Crockett SE/WR - 44 Elbert Dubenion - 48 Pete Mills WR - 40 Ed Rutkowski QB/RB/SE/KR Tight End - 73 Paul Costa - 80 Charley Ferguson Offensive Linemen - 77 Stew Barber T - 50 Al Bemiller G - 71 Wayne DeSutter T - 79 Dick Hudson T - 67 Joe O'Donnell G - 65 Remi Prudhomme C - 57 Bob Schmidt C - 66 Billy Shaw G Defensive Linemen - 88 Tom Day DE - 78 Jim Dunaway DT - 82 Dave Costa DE - 74 Tom Keating DT - 72 Ron McDole DE - 75 Dudley Meredith DT - 70 Tom Sestak DT Linebacker - 59 Paul Guidry LB - 64 Harry Jacobs MLB - 55 Paul Maguire LB/P - 56 Marty Schottenheimer MLB - 58 Mike Stratton OLB - 51 John Tracey OLB Defensive Back - 42 Butch Byrd CB - 45 Hagood Clarke SS - 24 Booker Edgerson CB - 27 Tom Janik SS - 47 Charlie King CB - 26 George Saimes FS - 22 Charley Warner CB/KR Special Team - 49 Booth Lusteg K |
| Legenda - I rookie sono in corsivo. - Il primo ruolo è il principale mentre gli eventuali successivi indicano i ruoli secondari. - (IR) sta per Injured Reserve ed indica la lista ristretta per un solo giocatore infortunato che può tornare ad allenarsi dopo la settimana 6 e a rientrare in prima squadra dopo che questa ha giocato 8 partite. - (NF-Inj.) / (NF-Ill.) stanno rispettivamente per Non-Football Injured e Non-Football Illness ed indicano le liste dove viene inserito un giocatore che ha un infortunio o una malattia non dipendente dal football americano. - (PUP) sta per Physically Unable to Perform ed indica la lista dove viene inserito un giocatore mentre è in attesa di recuperare la condizione fisica. Nella stagione regolare dopo la sesta partita giocata dalla propria squadra, il giocatore ha tempo tre settimane per riprendere ad allenarsi, più tre settimane aggiuntive dal suo rientro agli allenamenti per rientrare in prima squadra.                                                                  |

## Calendario
| Stagione regolare |                    |                       |                    |                    |                    |
| Turno             | Data               | Avversario            | Risultato          | Pubblico           |                    |
| 1                 | 4 settembre        | at San Diego Chargers | S 7–27             | 0–1                | 27,572             |
| 2                 | 11 settembre       | Kansas City Chiefs    | S 20–42            | 0–2                | 42,023             |
| 3                 | 18 settembre       | Miami Dolphins        | V 58–24            | 1–2                | 37,546             |
| 4                 | 25 settembre       | Houston Oilers        | V 27–20            | 2–2                | 42,256             |
| 5                 | 2 ottobre          | at Kansas City Chiefs | V 29–14            | 3–2                | 43,885             |
| 6                 | 8 ottobre          | Boston Patriots       | S 20–10            | 3–3                | 45,542             |
| 7                 | 16 ottobre         | San Diego Chargers    | P 17–17            | 3–3–1              | 45,169             |
| 8                 | Settimana di pausa | Settimana di pausa    | Settimana di pausa | Settimana di pausa | Settimana di pausa |
| 9                 | 30 ottobre         | at New York Jets      | V 33–23            | 4–3–1              | 61,552             |
| 10                | 6 novembre         | at Miami Dolphins     | V 29–0             | 5–3–1              | 37,177             |
| 11                | 13 novembre        | New York Jets         | V 14–3             | 6–3–1              | 45,738             |
| 12                | 20 novembre        | at Houston Oilers     | V 42–20            | 7–3–1              | 27,312             |
| 13                | 24 novembre        | at Oakland Raiders    | V 31–10            | 8–3–1              | 36,781             |
| 14                | 4 dicembre         | at Boston Patriots    | S 14–3             | 8–4–1              | 39,350             |
| 15                | Settimana di pausa | Settimana di pausa    | Settimana di pausa | Settimana di pausa | Settimana di pausa |
| 16                | 18 dicembre        | Denver Broncos        | V 38–21            | 9–4–1              | 40,583             |

### Playoff
| Playoff |                 |                    |           |                      |          |
| Turno   | Data            | Avversario         | Risultato | Stadio               | Pubblico |
| Finale  | 1º gennaio 1967 | Kansas City Chiefs | S 31–7    | War Memorial Stadium | 42.080   |

## Classifiche
| AFL Eastern Division |   |    |   |      |       |     |     |     |
|                      | V | S  | P | %    | DIV   | PF  | PS  | STR |
| Buffalo Bills        | 9 | 4  | 1 | .692 | 6–2   | 358 | 255 | V1  |
| Boston Patriots      | 8 | 4  | 2 | .667 | 5–1–1 | 315 | 283 | S1  |
| New York Jets        | 6 | 6  | 2 | .500 | 4–3–1 | 322 | 312 | V1  |
| Houston Oilers       | 3 | 11 | 0 | .214 | 1–7   | 335 | 396 | S8  |
| Miami Dolphins       | 3 | 11 | 0 | .214 | 2–5   | 213 | 362 | V1  |